# Gaură neagră din colaps direct

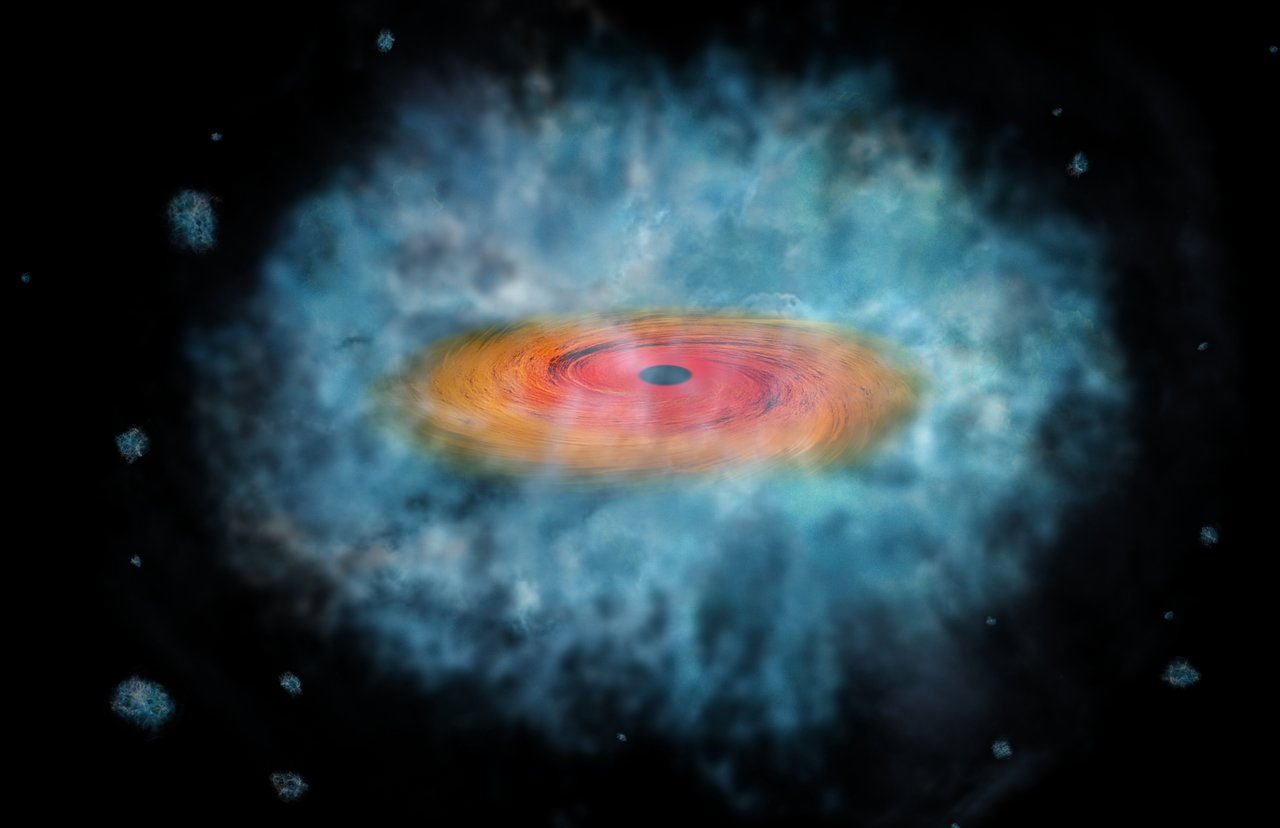
Impresie artistică despre formarea unei găuri negre masive prin canalul de colaps direct.

Găurile negre din colaps direct (în engleză direct collapse black hole, DCBH) sunt 'semințe' de găuri negre de masă mare, care se formează prin colapsul direct al unei cantități mari de material. Se presupune că s-au format la deplasări spre roșu cuprinse între z =15–30, adică atunci când Universul avea aproximativ 100–250 de milioane de ani. Spre deosebire de găurile negre care s-au format din prima generație de stele (cunoscute și ca stele de Populație III), semințele de găuri negre din colaps direct se formează printr-o instabilitate relativistă generală directă. Acestea sunt foarte masive, cu mase tipice la formare de aproximativ ~105 M☉. Această categorie de semințe de găuri negre a fost propusă inițial pentru a rezolva problema formării timpurii a găurilor negre supermasive, observate deja la deplasări spre roșu de z~7.

## Formare
Găurile negre din colaps direct (DCBH) sunt semințe masive de găuri negre, teoretizate a se fi format în Universul timpuriu, la deplasări mari spre roșu, cu mase la formare de aproximativ ~105 M☉, variind între 104 M☉ și 106 M☉. Condițiile fizice necesare pentru formarea unei DCBH (spre deosebire de un roi de stele) sunt următoarele:
1. Un gaz fără metale (conținând doar hidrogen și heliu).
2. Gaz supus răcirii atomice.
3. Un flux suficient de mare de fotoni Lyman-Werner, care distruge moleculele de hidrogen ce altfel ar facilita răcirea gazului.[12][13]

Aceste condiții împiedică răcirea și fragmentarea gazului primordial, ceea ce permite norului de gaz să sufere un colaps gravitațional complet, atingând o densitate extrem de mare în nucleu, de ordinul ~10 7 g/cm3. La aceste densități, obiectul suferă o instabilitate relativistă generală, ceea ce duce la formarea unei găuri negre cu o masă tipică de ~105 M☉ și, în unele cazuri, până la 1 milion de M☉. Absența unei faze intermediare stelare a dus la denumirea de "gaură neagră din colaps direct", pentru a sublinia faptul că aceste obiecte se formează direct din colapsul norului primordial de gaz, nu dintr-un progenitor stelar, așa cum este descris în modelele tradiționale de formare a găurilor negre.
O simulare pe computer, raportată în iulie 2022, a arătat că un halou la convergența rară a unor fluxuri puternice de acreție rece poate crea semințe de găuri negre masive fără necesitatea unor fundaluri ultraviolete, mișcări supersonice sau chiar răcire atomică. Fluxurile reci au generat turbulențe care au inhibat formarea stelelor. În simulare, stelele nu s-au format până când haloul a atins o masă de 40 de milioane de mase solare, la o deplasare spre roșu de 25,7, când gravitația a depășit turbulențele, ducând la colapsul haloului și formarea a două stele supermasive, care au colapsat în găuri negre din colaps direct cu mase de 31,000 și 40,000 M☉.

## Demografie
Găurile negre din colaps direct sunt considerate a fi obiecte extrem de rare în Universul timpuriu, deoarece condițiile necesare pentru formarea lor (vezi secțiunea „Formare”) sunt dificil de îndeplinit simultan în același nor de gaz. Simulările cosmologice sugerează că DCBH-urile ar putea fi la fel de rare ca una la fiecare gigaparsec cubic, la o deplasare spre roșu de 15. Densitatea lor numerică depinde semnificativ de fluxul minim de fotoni Lyman-Werner necesar pentru formarea lor, iar în cele mai optimiste scenarii, ar putea ajunge la aproximativ ~107 DCBH pe gigaparsec cubic.

## Detectare
În 2016, o echipă condusă de astrofizicianul Fabio Pacucci⁠(d) de la Universitatea Harvard a identificat primele două candidate pentru găuri negre din colaps direct, folosind date de la Telescopul Spațial Hubble și de la Observatorul de raze X Chandra. Cele două candidate, ambele la o deplasare spre roșu {\displaystyle z>6}, au fost descoperite în câmpul CANDELS⁠(d) GOODS-S⁠(d) și se potriveau cu proprietățile spectrale prezise pentru aceste tipuri de surse. Se preconizează că astfel de surse prezintă un exces semnificativ de radiație infraroșie, comparativ cu alte surse la deplasări mari spre roșu. Observațiile suplimentare, în special cu Telescopul Spațial James Webb, vor fi esențiale pentru a investiga proprietățile acestor surse și a confirma natura lor.

## Diferența față de găurile negre primordiale și cele din colaps stelar
O gaură neagră primordială este rezultatul colapsului direct al energiei sau materiei ionizate în timpul epocilor inflaționare sau dominate de radiații, în timp ce o gaură neagră din colaps direct se formează prin colapsul unor regiuni de gaz neobișnuit de dense și masive. De asemenea, o gaură neagră formată prin colapsul unei stele din populația III nu este considerată a proveni dintr-un colaps „direct”.